# Jesus Christ Superstar
Jesus Christ Superstar är en brittisk rockopera från 1970 av Andrew Lloyd Webber (musik) och Tim Rice (text).

## Handling
Rockoperan berättar historien om Jesus Kristus inte bara ur hans synvinkel, utan framför allt Judas Iskariots. Historien tar sin början under intåget i Jerusalem och slutar med korsfästelsen. Den väckte starka reaktioner från vissa kristna när den först sattes upp eftersom den framställer Jesus som människa mer än Gud, och inte för handlingen fram till uppståndelsen och påsken.

## Historia
Verket släpptes ursprungligen som konceptalbum, med bland andra Ian Gillan som Jesus, och framfördes i samband med detta även i konsertversion i St. Paul's Cathedral den 27 oktober 1970. Den första bearbetningen för scenen framfördes på Mark Hellinger Theatre på Broadway den 12 oktober 1971, och den första scenuppsättningen i England följde den 9 augusti 1972. 1973 producerades en filmversion av rockoperan med bland andra Ted Neeley, och 2000 gjordes en Emmybelönad TV-version med Glenn Carter, Jérôme Pradon och Renee Castle.

### Den första danska uppsättningen
Redan före Londonpremiären 1972 hade en dansk uppsättning av Jesus Christ Superstar haft premiär den 26 december 1971 på Falconérteatern i Köpenhamn. Där delades titelrollen av Bruno Wintzell och Peter Winsnes (tidigare medlem av The Spotnicks). Judas spelades av den danske sångaren Allan Mortensen. Maria Magdalena av Ann Liza och Herodes av Eddie Skoller. Pontius Pilatus av Svend Johansen och Simon Ivraren av Knud "Sebastian" Christensen och Dan Tillberg. Uppsättningen mottog god kritik.

### Den första svenska uppsättningen
Svensk urpremiär den 18 februari 1972 på Scandinavium i Göteborg, och de nio föreställningarna satte svenskt publikrekord med 74 000 besökare. Peter Winsnes gjorde titelrollen vid de flesta av föreställningarna, ersättaren Jon Wijk gjorde två. Rollen Maria Magdalena gestaltades av Agnetha Fältskog, ett år innan Abba bildades. Fältskog ersattes vid tre föreställningar av Titti Sjöblom och Adele Lipuma. Arne Jansson spelade Judas Iskariot, Bernt Henziger gjorde Pontius Pilatus och Herodes gestaltades av Örjan Ramberg.
Rockoperan åkte därefter på turné till Stockholm, Örebro, Sundsvall och Gävle med Bruno Wintzell som Jesus, Lars-Åke Bly som Judas, Jon Wijk som ersättare för Jesus, Titti Sjöblom som Maria Magdalena och Dan Tillberg som Simon Ivraren. Peter Winsnes for tillbaka till Köpenhamn och fortsatte spela Jesus i uppsättningen där, på Falkoner Teatret. 

### Övriga svenska uppsättningar
År 1985 satte Bruno Wintzell själv upp JCS och gjorde rollen som Jesus igen, med Jon Wijk som stand in, den här gången på Göta Lejon i Stockholm. Maria spelades av Annika Skoglund. Judas spelades av Roger Pontare och Pilatus av Cornelis Vreeswijk.
År 1972 framfördes den engelska versionen av JCS i Heliga Trefaldighetskyrkan i  Gävle. Sång- och talpedagogen Inger Palmgren-Haglunds sångelever utgjorde kören. Bertil Flink som Jesus och Max Westin som Judas. Ledare för uppsättningen var Sven-Eric Damm, Catarina Göransson, Sune Herbertson och  Inger Palmgren-Haglund
Ett antal föreställningar i konsertversion ägde rum under mars månad 1978, med repris den 25 mars 1980 i S:t Lars-kyrkan Linköping. Dirigent med en 50 mansorkester var Mikael Källström. I Jesusrollen Jon Wijk, som Maria Magdalena Anna Larsson och Judasrollen Lars-Åke Bly. Året efter framfördes åter en konsertversion då i Olofström Blekinge med Jon Wijk som Jesus och Lars-Åke Bly i Judasrollen, Maria spelades av Siv Olsson.
Den sattes upp på Göteborgsoperan med premiär den 15 september 2002
 i regi av Ola B. Johannesson
och därefter upprepade gånger, bland annat vintern 2005/2006 på Maximteatern i Stockholm, med Oskar Bly (Jesus), Anders Ekborg (Judas) och Jenny Silver (Maria Magdalena), samt i Sundsvall i Torps kyrka med Johan Boding (Jesus), Alexander Lycke (Judas), Anna Brandt (Maria Magdalena) och (Johan Mörk) (översteprästen Hannas).
En version, regisserad av Ronny Danielsson, sattes upp på Malmö Opera och hade premiär den 31 oktober 2008, då i en nyöversättning av Ola Salo, som även spelade rollen som Jesus. I de andra rollerna fanns bland andra Patrik Martinsson som Judas, Fred Johanson som Pilatus, Emma Lyrén som Maria Magdalena (föräldraledig 2009 och då ersatt av Åsa Fång) och Lars Humble som Herodes. Malmö Operaorkester spelade under ledning av Gareth Hudson/Joachim Gustafsson/Andreas Lönnqvist. Orkestern utökades med ett rockband bestående av Lars Ljungberg (The Ark) på bas, Fredrik Björling (Dungen/The Guild) på trummor, Johan Bergman på klaviatur, Oskar Humlebo (Moto Boy) och Johan Bandling Melin på gitarrer. Föreställningen spelades till och med den 8 mars 2009.
8 april 2012 hade uppsättningen nypremiär, denna gång på Göta Lejon i Stockholm.
Den svenska arenaturnén av Jesus Christ Superstar från 2014 använde också Ola Salos översättning där han återigen spelade Jesus själv. Resten av rollerna bestod bland annat av Peter Johansson som Judas, Gunilla Backman som Maria Magdalena, Jan Åström som Kajafas och Daniel Engman som Pilatus.